# Késmárk utca (XV. kerület)
A Budapest XV. kerületi Késmárk utca Újpalotán található, az Újpalotai lakótelepet Rákosszentmihállyal összekötő főútvonal. Bár az út a lakótelepen kezdődik, ezen a rövid lakott szakaszon túl az út mentén található a kerület egyik jelentős munkahelyi övezete (korábban ipartelep). A XV.-XVI. kerület összeköttetésében a Szentmihályi utáni második legfontosabb út.

## Fekvése
Az út a Drégelyvár utca-Nyírpalota út-Apolló utca csomópontjánál kezdődik és beletorkollik a XV.-XVI. kerületek határát jelentő Rákospalotai határútba. Rákospalota és Pestújhely sajátos határvonalából adódik, hogy bár rákospalotai lakott területet nem érintett, és Pestújhelyt köti össze Rákosszentmihállyal, mégis, az Újpalotai lakótelep felépültéig Rákospalota területén feküdt (ma Újpalotához tartozik).

## Kialakulása
Az út még nem létezett, amikor 1912-ben a Rákosszentmihályt Pestújhelyen át Rákospalotával összekötő helyiérdekű vasút vonalát kiépítették az akkor mezőgazdasági művelés alatt álló, Palotai legelőnek és Nádastónak nevezett területek között. A vasúti közlekedés 1912 utolsó napján indult meg, ám sem ekkor, sem az ezt követő évek térképein kiépített út a mai Késmárk utca nyomvonalán nem volt látható. Ugyanakkor az építkezés tervrajzai között Dűlőút néven szerepelt egy út a vasúti sínekkel párhuzamosan (magához az építkezéshez is szükség volt egy útra az építőanyagok, munkások szállításához), ami megegyezik a későbbi Késmárk utca nyomvonalával. 1916-ban Pestújhely lakosai kérték a HÉV-et üzemeltető BHÉV-től, hogy burkolja le a vasút melletti utat, ami a későbbi Késmárk utca volt, ekkor tehát már feltehetően használták (volna) közlekedésre. Azonban az első várostérkép, amin - még név nélküli útként - a későbbi Késmárk utca felfedezhető, csak 1922-ben jelent meg. Feltételezhető, hogy jelentősége ekkor nőtt meg annyira, hogy érdemes volt térképen is ábrázolni.
Bár már 1912 után is működött iparvállalat a környéken (Resinol Illóolajgyár), az iparterület bővítésére 1950 után került sor. A Ferroglobus (bejárata a Rákospalotai Körvasút sorról) 1952-ben költözött a környékre, az Erőmű Javító és Karbantartó Vállalat építése 1969-re fejeződött be, a Mezőgazdasági Gépalkatrész Ellátó Vállalat 1967-ben alakult, a Villamosipari Kutató Intézet beruházásai 1962-69 között zajlottak. 1994-ben az utcában a következő vállalkozások, intézmények működtek (zárójelben a Cservenka Miklós úti házszám): 2-4 sz. (100): Fővárosi Távfűtő Művek 6. sz. (100/a): Fővárosi Kertészet, 8-10. sz. (84/b) Klíma Rt.  9. sz. (79): Villamosipari Kutató Intézet, Konstans Trade Kft. 11. sz. (103-105): AGROTEK, Erfaker Kft., Fortuna autósiskola 12. sz. (86): 22-es Állami Építőipari Vállalat, Lancelot Bt., Axis Kft., Interlift Kft. Szábed Kft., Bürocopy Kft. 13. sz. (103-105): AGROKER, Rodexco Vegyiáru Nagykereskedés 14. sz. (88): Villamosipari Kutató Intézet, Thermo Team, Timesped, Lessi lapterjesztés, Arbor Művészeti Stúdió, Optikai Bt. 15. sz. (103-105): AGROKER, Gazdabolt, Colosseum étterem. 16. sz. (86) 22-es Állami Építőipari Vállalat 18. sz. (90): GÉPTEK Julius Meinl raktár 20. sz. (90): Erőkar fűtőüzem 22. sz (92): Elektromodul, vámudvar, Illatszer Nagykereskedés 30. sz. (24-28): ERŐKAR, Garia szerviz, Energo Merkúr, Forgács Kft.
Az út elején négy lakóépület található (Késmárk utca 1., 3., 5., 7.), ezek az Újpalotai lakótelephez, azon belül pedig a Frankovics Mihály utcai lakótelephez tartoznak, egyebekben a Késmárk utca további részében lakóház már nem található.

## Elnevezése
Az utcanévlexikon az 1930-as évekre teszi az utcanév születését, ennél pontosabban nem is lehet behatárolni az elnevezés dátumát.
1945-ben a Pestújhelyi Apolló utcát Cservenka Miklósról nevezték el, ugyanakkor Rákospalotán is elneveztek egy utcát a volt párttitkárról. 1950-ben Nagy-Budapest kialakításakor így a XV. kerületben két utca viselte Cservenka nevét. A rákospalotai utca nevét megszüntették (Csákó utca lett), és a pestújhelyi volt Apolló, valamint a rákospalotai volt Késmárk utcákat összevonva az egész utat, teljes hosszában Cservenka Miklós útnak  keresztelték 1954-ben.
Mindkét utca 1994-ben kapta vissza eredeti nevét, s lett ismét Apolló, illetve Késmárk utca.
A Késmárk egyébként abba az utcanévbokorba illeszthető, amely itt, Pestújhely és Rákospalota határán, az ún. Honfoglalástelep közterületneveiből kialakult: a Nyitra utca, Kárpát utca, Dobsina utca és Selmecbánya utcák az Újpalotai lakótelep felépítésekor területrendezés miatt megszűntek, a Lőcse utcából Lőcsevár utca lett, egyedül a Késmárk utca kapta vissza korábbi nevét.

## Jelentős épületek
- 2-4. sz. A FŐTÁV Zrt. fűtőműve, épült az Újpalotai lakóteleppel egyidőben (1970-es évek első fele)
- 9. sz. A volt AGROTEK székház (épült 1965-ben) homlokzatán két falfestmény található: az egyik Aknay János, a másik ef Zámbó István alkotása (kb. 2001)[10]
- 13. sz. a Raiffeisen Bank irodaháza 2002-re készült el[11] (építész: Lente András, Zoboki Gábor)
- 30. sz. A volt Rákospalota-Nádastó HÉV állomásépület (lebontották 2014-ben)[2]